# 美国飞行者航空公司
美国飞行者航空公司(AFA) 是一家美国航空公司，运营于1949年至1971年，由美国民航委员会(CAB) 认证为补充航空公司（也称为非常规航空公司）。CAB是当时监管美国几乎所有商业航空运输的联邦机构，现已不复存在。AFA由飞行员里德·皮格曼拥有和运营，直至他在1966 年的一次 AFA 事故中丧生。1967 年，所有权转移给宾夕法尼亚州的一家公司。1971 年，AFA与另一家补充航空公司环球航空合并。

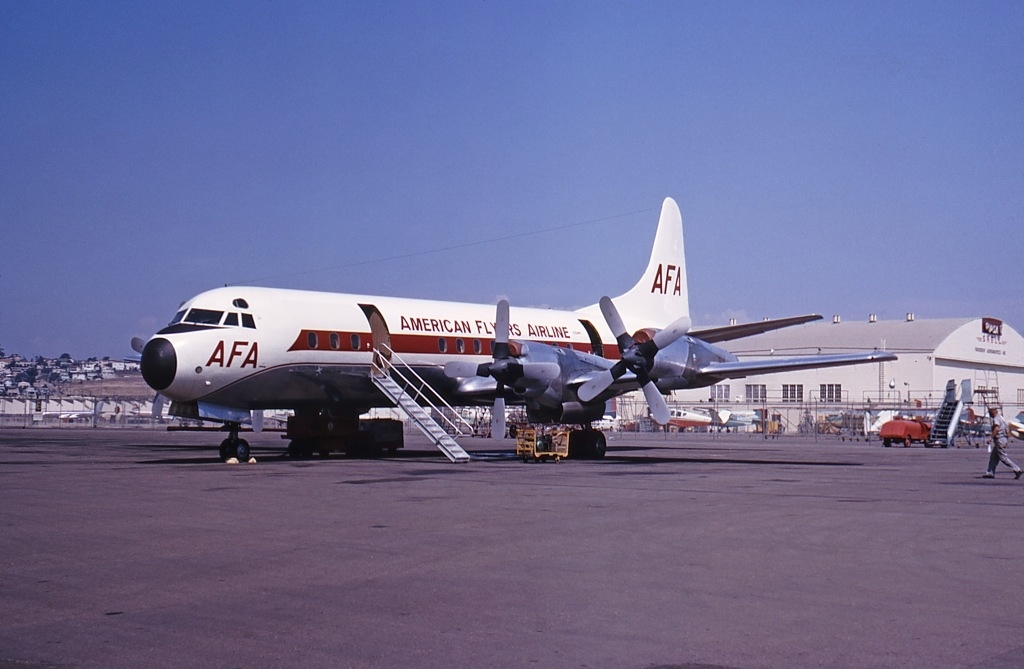
1963年《伊莱克特拉》在圣地亚哥

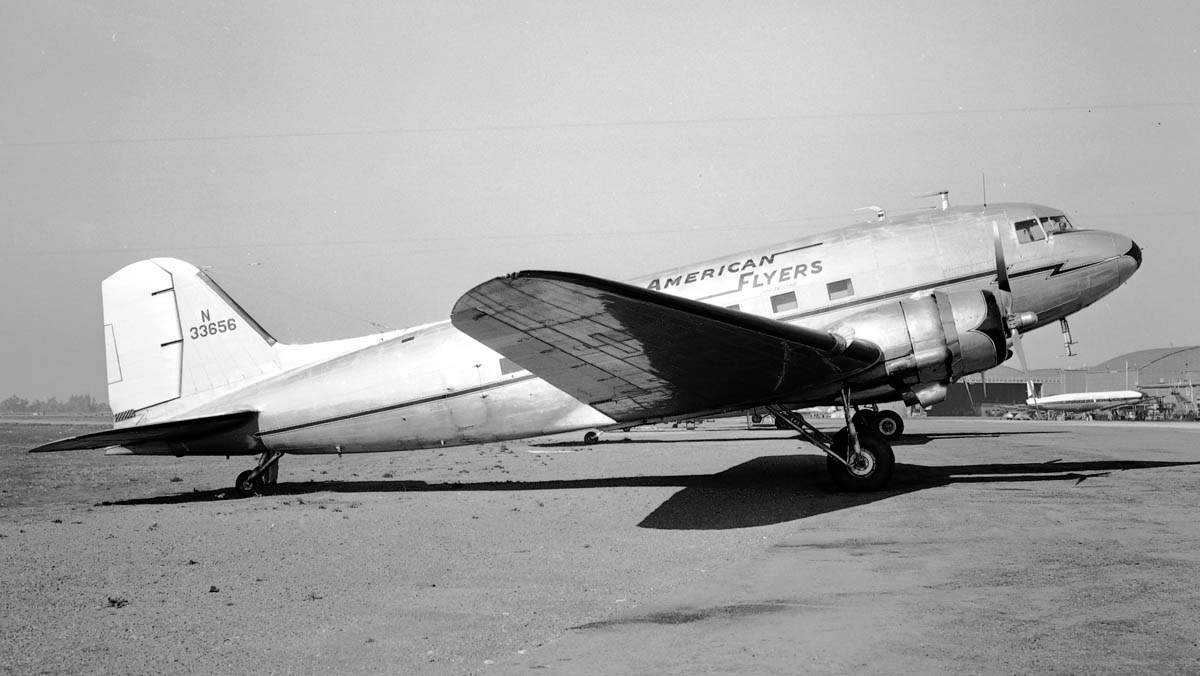
DC-3 奥克兰1952

该航空公司是一家飞行员培训企业的分支机构，该企业截至 2024年仍以美国飞行员航空 (American Flyers) 的名称营业。

## 历史

### 里德·皮格曼时代
里德·皮格曼于1935年至1939年担任美国气象局的飞行员，1939年至1941年担任一家石油公司的执行飞行员。从1941年1月起，美国飞行员公司成为里德·皮格曼航空活动的dba，主要负责飞行训练。到1947年，美国飞行员公司拥有了一架道格拉斯 DC-3飞机。1949 年8月31日，民航局 E-3225 号命令批准将皮格曼注册函（非正规航空公司所持有的替代证书）转让给一家企业实体，即美国飞行员有限公司 (American Flyers, Inc.)。但该实体于1949年9月24日才在德克萨斯州注册成立。1950年7月，民航局批准将公司业务拆分为航空公司和飞行指导部门，现有公司更名为美国飞行员航空公司 (American Flyers Airline Corporation)，新公司沿用旧名称并接管飞行学校。
- 1953 年，该航空公司拥有两架 DC-3 飞机和一架洛克希德12型 Electra Junior[3] ，运营处于收支平衡水平，76% 的收入来自军事客运包机。[8]
- 1960 年，该航空公司将其运营基地迁至俄克拉荷马州的前空军基地阿德莫尔市立机场，第一批员工于2月15日迁至那里。 [9]该航空公司的行政办公室仍设在沃斯堡。
- 1962 年，AFA使用洛克希德星座飞机执行了400架军用包机和105架民用包机，同时还使用DC-3飞机执行了135多架民用包机。[10]
- 1963年，AFA引进了首架洛克希德L-188 Electra涡轮螺旋桨飞机。[10]收入为230万美元（以2024年的美元价值计算，超过2300万美元），其中28%来自民用航空。该航空公司的目标是通过拓展夏威夷、加拿大、墨西哥和加勒比地区的业务，将民用包机业务提升至其业务的50%。然而，盈利能力一直不佳。民航局指出，里德·皮格曼后来免除了AFA欠他的DC-3飞机租金，从1955年到1962年，这笔租金总计达86.2万美元。[11]
- 1964 年，披头士乐队在第二次美国巡演中使用了一台 AFA Electra，里德·皮格曼在欧扎克山脉的牧场招待了他们。[12][13]

里德·皮格曼时代于1966年4月22日戛然而止。当时，皮格曼因隐瞒自身健康状况而失去商业航空公司飞行员资格。他驾驶着一架AFA Electra飞机在阿德莫尔坠毁，导致自己和82人丧生。详情请参阅下文“事故”。1966年，该航空公司的收入为870万美元，以2024年计算则超过8000万美元，较上文所述的1963年大幅增长。前美国航空副总裁卢西安·J·亨特接任总裁。

### 希尔曼时代

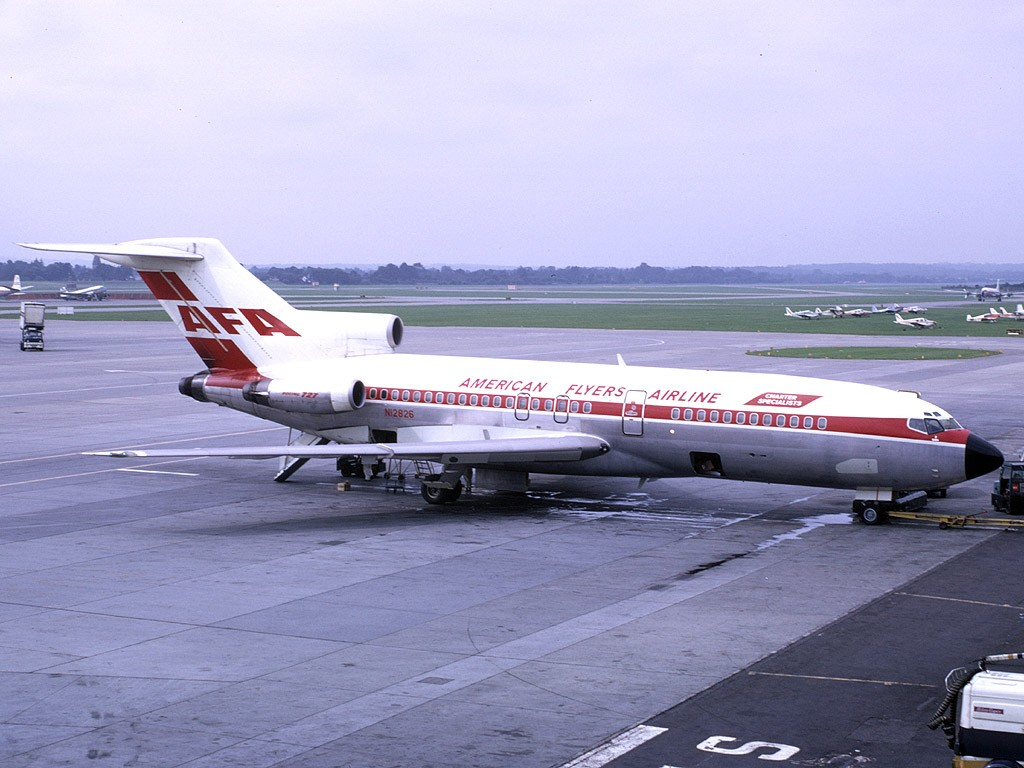
1969 年盖特威克机场的727-100C

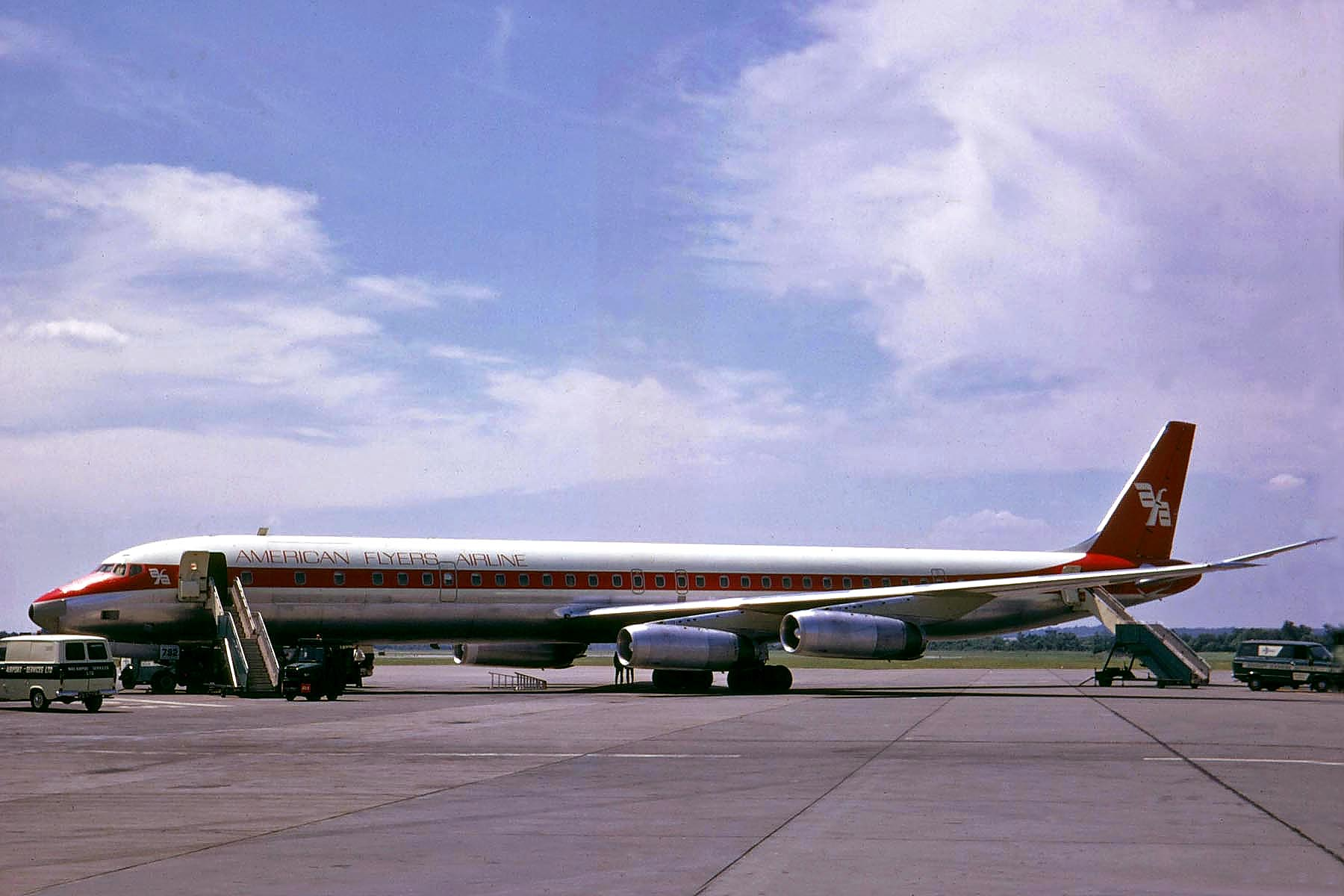
1969 年，DC-8-63抵达盖特威克机场

1967年7月31日，里德的遗孀弗吉尼亚·皮格曼将 AFA 80% 的股份出售给了匹兹堡焦炭与化学公司的子公司第一格兰特公司，而匹兹堡焦炭与化学公司当时又是希尔曼公司的子公司，而希尔曼公司是匹兹堡著名投资者亨利·希尔曼的投资工具。
- 到1968年4月，活塞式飞机全部停飞，机队仅剩下两架波音727-100C飞机（可转换式）和五架Electra飞机。[16]
- 1969年4月，AFA 将其总部和运营基地迁至宾夕法尼亚州哈里斯堡附近的奥姆斯特德州立机场（今哈里斯堡国际机场）。[17]该航空公司表示，希望更靠近美国主要的包机市场，并且需要更大的设施。[18]
- 道格拉斯 DC-8-63于1969 年 6 月投入使用。 [19]AFA 于 1968 年 11 月订购了两架，计划于1970年交付。从1969年开始，AFA暂时从飞虎航空线公司租借了两架这样的飞机。[20]
- 1970年，AFA的收入为2150万美元（以2024年的美元价值计算，超过1.65亿美元），其中军用业务占32.5%，民用业务占67.5%。不幸的是，该公司还出现了380万美元的运营亏损和500万美元的净亏损。[21]

### 出售给环球影业
1970年4月15日，希尔曼公司同意将AFA出售给环球航空 ，原因是AFA的财务业绩不佳，且希尔曼公司不愿继续为AFA提供资金。环球航空对 AFA 的跨大西洋客运包机权很感兴趣，而环球航空并不拥有这项权利。这两家公司可以说是互补的，环球航空历来以货运为重点，而AFA则纯粹以客运为主。合并协议要求淘汰AFA的727和Electra飞机。事实上，鉴于其他业务面临阻力，环球航空将跨大西洋客运包机视为其生命线。
民航局花了一年时间才批准此次合并，最终于1971年5月27日完成。

## 遗产
不幸的是，环球航空收购AFA不到一年就倒闭了。土星航空接管了洛克希德Electra货机的租约，而赞托普兄弟则迅速成立了赞托普国际航空，接管了环球航空的汽车零部件运输业务。

## 舰队
- 1953年，AFA 机队由两架DC-3和一架洛克希德 12 型 Electra Junior组成。[3]
- 1963年4月，该机队由两架洛克希德 L-188 Electras、四架洛克希德 L-049 Constellations和四架DC-3组成。[10]
- 1970年，在宣布与环球航空合并之前，该机队由两架DC-8-63 飞机、两架727-100C 飞机和四架洛克希德 L-188 Electra飞机组成。

## 事故
1965年9月20日，一架洛克希德星座L-1049超级康妮（N9719C）三引擎飞机在阿德莫尔市立机场执行转场飞行任务时，从湿滑的跑道滑出，坠入沟渠。飞机严重受损，但机组人员安然无恙。

### 280/D航班
经查明，里德·皮格曼向那些证明他适合担任商业航空公司飞行员的医生隐瞒了自己长期患有心脏病和近期患有糖尿病的事实。1966 年 4 月 22 日，当他驾驶 AFA 洛克希德·伊莱克特拉 (N183H) 军用包机从加利福尼亚州蒙特利地区机场飞往佐治亚州哥伦布机场，准备接近阿德莫尔机场时，突发“冠状动脉供血不足”，导致飞机坠毁，五名机组人员、一名未付费乘客（一名 AFA 员工）和 77 名乘客（共 92 名）全部遇难。阿德莫尔市立机场为在此次事故中遇难的机组人员和乘客立了一座纪念碑。